# 美勇傳
美勇伝 （びゆうでん，羅馬字為 [v-u-den] ）為早安家族內的三人女子組合。
2004年8月，以當時仍在早安少女組。的石川梨華為中心，與（2003年7月 - 10月）的合格者三好繪梨香和（2004年4月 - 8月）的合格者岡田唯組成的，石川從早安少女組。畢業後以該團體活動為主。
名字來源於「日本女性繼承美麗的心和姿容，日本女性一直指出的勇氣精神為基礎表達思想。她們代表日本女性去傳達」這樣的想法，由淳君命名。
結成後直到2007年，均安排歸屬早安家族中的年青組「Wonderful Heart」中，2008年開始則轉為年上組「Elder Club」中。同年年初宣佈將於6月29日的單獨巡迴演唱會最終日上，結束團體活動，三人改以獨立身份在早安家族中繼續活動。
團體最終是使用「活動結束」的說法，而不是「解散」。石川梨華在後來也強調團體沒有解散。
2009年，早安家族宣佈重新編組，三人均從早安家族畢業。其中的石川為早安少女組。OG的一員並遷移至新的歌迷俱樂部。而三好、岡田則被編為沒有特定的歌迷俱樂部的狀態。
2009年發售的早安家族翻唱專輯中，另外結成名為的組合。

## 成員
- 石川梨華（隊長）
- 三好絵梨香
- 岡田唯

## 簡歷
2004年
- 8月10日　早安少女組第四期成員石川梨華，與三好絵梨香，岡田唯組成。
- 9月23日　出道單曲發售。
- 10月4日 - 12月24日　在東京電視台開始播放。

2005年
- 4月3日 - 2006年9月30日 「B.B.L.」在開始播放。
- 5月7日　石川梨華從早安少女組畢業。
- 5月28日 - 6月11日　美勇傳的首次演唱會開始。
- 10月19日　日本交通大臣北側一雄任命美勇傳為旅遊大使，名為「歡迎！日本(支援團)」参考1(日文)、参考2(日文) （页面存档备份，存于）

2008年
- 1月27日　發表解散信息，會在本年6月正式解散，三位成員依然是Hello! Project一員
- 6月30日　美勇伝説V～最終伝説～，演唱會結束後正式結束了美勇傳所有活動

## 音樂

### 單曲
1. 恋のヌケガラ （2004年9月23日）
  - c/w ：銀杏～秋の空と私の心～
2. カッチョイイゼ! JAPAN（2005年3月2日）
  - c/w ：美～Hit Parade～
    - 国土交通省「ビジット・ジャパン・キャンペーン・ソング」
3. 紫陽花アイ愛物語（2005年5月25日）
  - c/w ：曖昧ミーMIND
    - キッズステーションアニメ「パタリロ西遊記!」片頭曲
4. ひとりじめ（2005年8月10日）
  - c/w ：終わらない夜と夢
5. クレナイの季節（2005年10月5日）
  - c/w ：内心キャーキャーだわ！
6. 一切合切 あなたに あ・げ・る♪（2006年5月10日）
  - c/w ：キョウモマッテマス
7. 愛すクリ～ムとMyプリン（2006年11月22日）
  - c/w ：シュワッ
8. 恋する♡エンジェル♡ハート（2007年5月23日）
  - c/w ：LET'S LIVE!
9. じゃじゃ馬パラダイス （2007年9月26日）
  - c/w ：青春　ＴＨＥ　ＮＩＰＰＯＮ
10. なんにも言わずに I LOVE YOU （2008年4月23日）
  - c/w ：思い出は彼方/石川梨華
  - c/w ：あの夏の夜/三好絵梨香
  - c/w ：最後の夏休み/岡田唯

### 專輯
1. スイートルームナンバー１（2005年10月26日）
2. 美勇伝 シングルベスト９ Vol.1 おまけつき（2007年11月21日）

### 演唱會
1. 美勇伝ファーストコンサートツアー2005春 ～美勇伝説～
2. 美勇伝ライブツアー2005秋 美勇伝説II～クレナイの季節～
3. 美勇伝ライブツアー2006秋 美勇伝説III～愛すCREAMとMyプリン～
4. 美勇伝コンサートツアー2007初夏　美勇伝説IV～ウサギと天使～
5. 美勇伝コンサートツアー2008初夏　美勇伝説V～最終伝説～

## 續‧美勇傳

### 成員
- 道重沙由美（早安少女組。）
- 李純（早安少女組。）
- 菅谷梨沙子（Berryz工房）

## 外部連結
- 早安少女組主演的舞臺劇——藍寶石王子(緞帶騎士)(日文)